# ITER

Logo organizace ITER

Účastnické státy projektu ITER

ITER (zkratka z anglického International Thermonuclear Experimental Reactor, Mezinárodní termonukleární experimentální reaktor; zároveň latinsky Iter – cesta) je projekt připravovaného tokamaku, který by se měl stát předstupněm ke komerčnímu využití termonukleární fúze v jaderné energetice. Kritici však upozorňují, že výzvy, jež musí projekt překonat, jsou enormní, takže vůbec není jisté, zda technologie bude fungovat, případně zda bude konkurenceschopná.
Jde o nejdražší vědecký experiment všech dob a druhý nejdražší mezinárodní vědecký projekt (po Mezinárodní vesmírné stanici) – celkový rozpočet projektu byl v roce 2016 odhadován na 18 až 22 mld. €. V souvislosti s neplánovanými opravami některých klíčových komponent je očekáván další růst nákladů. Téměř polovinu nákladů uhradí Evropská unie a zbytek ostatní účastnické státy: USA, Rusko, Čína, Japonsko, Jižní Korea a Indie.
Výstavba celého komplexu probíhá ve francouzském výzkumném a vývojovém centru Cadarache od roku 2007. V dubnu 2022 bylo dokončeno 60 % všech prací nutných k dosažení prvního plazmatu. Podle aktualizovaného harmonogramu z roku 2016 je získání prvního plazmatu plánováno v listopadu 2025 a plný provoz, tj. zahájení deuterium-tritiových experimentů, v roce 2035. V návaznosti na pandemii covid-19 a další technické problémy se od roku 2022 diskutovalo o dalším posunutí uvedených termínů. V červenci 2024 byl zveřejněn návrh nového harmonogramu a rozpočtu, podle nichž by se mělo získání prvního plazmatu posunout na rok 2033 a plný provoz na rok 2038; zároveň se z důvodu oprav a změny materiálu vnitřní stěny reaktoru očekává zvýšení nákladů o 5 miliard €.
Objem plazmatu v reaktoru je asi 840 m3. Plánovaný výkon je 500 MW během zážehů pulsů plazmatu trvajících přinejmenším 500 s. Palivem pro tento reaktor by mělo být cca 0,5 g směsi deuteria a tritia. Produktem fúzní reakce bude helium a proud vysokoenergetických neutronů, které se zachytí v obálce reaktoru, přičemž se jejich kinetická energie přemění na teplo. Zároveň mohou neutrony produkovat štěpením lithia i jednu ze složek paliva, radioaktivní tritium. Tato možnost bude v malém rozsahu experimentálně ověřována, tritium pro provoz ITERu bude jinak z externích zdrojů.
Jeho výstavba by měla vést k porozumění problematice jaderné fúze, vyřešení praktických problémů s tímto druhem energetiky a měla by umožnit kolem roku 2050 stavbu prvních elektráren založených na tomto principu.

## Historie
První pokus o mezinárodní spolupráci se odehrál v rámci projektu INTOR (International Tokamak Reactor), který se však nedostal do fáze fyzické realizace.
Průlomem bylo jednání na Ženevském summitu v roce 1985, kde Michail Gorbačov navrhl Ronaldu Reaganovi spolupráci na projektu vývoje jaderné fúze pro mírové účely. O rok později byla uzavřena dohoda mezi EURATOM, SSSR, USA a Japonskem o společném návrhu mezinárodního zařízení pro fúzi – ITER. Práce na koncepčním návrhu byly zahájeny v roce 1988.
Roku 1998 byl projekt reaktoru dokončen. ITER měl představovat obrovský kvalitativní skok, mělo být dosaženo hoření termojaderné reakce (tzn. průběh reakce bez nutnosti vnějšího ohřevu). Fúzní výkon měl být 1500 MW, proud plazmatem 22 MA a objem vakuové komory 2000 m3. Konstrukční náklady byly odhadovány na 6 miliard dolarů. Pro srovnání: dosud nejúspěšnější tokamak JET uvolnil fúzí 65 % energie dodávané na ohřev plazmatu.
Roku 1998 USA prakticky zastavily civilní termojaderný výzkum, Rusko se potýkalo s dlouhodobou hospodářskou krizí a Německo muselo financovat své sjednocení. USA nakonec od projektu ITER odstoupily a zbývající účastníci nebyli ochotni vložit do projektu potřebné prostředky. Proto nechali projekt ITER zredukovat na poloviční cenu tak, aby vědecké výsledky nového ITERu měly co nejbližší hodnotu předpokládaným výsledkům původního ITERu. Redukovaný projekt byl dokončen v roce 2001. V tomto zařízení se nepředpokládá, ale ani nevylučuje samovolné hoření termojaderné reakce. Měl by však vyprodukovat desetkrát více energie, než bude spotřebováno na ohřev plazmatu. Termojaderný výkon by měl činit 500 až 700 MW, proud plazmatem by měl být 15 MA a objem vakuové komory 837 m3. Došlo také k rozdělení nákladu mezi zúčastněné strany. EU, která ITER nakonec postaví, zaplatí 45,5% z celkových nákladů 10 mld USD, zbylí partneři, tj. Indie, Čína, Rusko, Jižní Korea, USA a Japonsko, zaplatí každý po 9,1 % nákladů.
V roce 2006 se rozhodlo, že ITER bude stát v jihofrancouzské oblasti Cadarache. Rozhodnutí o místě stavby padlo až poté, co EU, Rusko a Čína prohlásily, že pokud ostatní partneři nepřistoupí na stavbu ITERu ve Francii, začnou tam stavět sami. Generálním ředitelem projektu ITER bude Japonec Kaname Ikeda. V Japonsku budou postaveny další zařízení, jejichž výsledků bude projekt ITER využívat. Například půjde o projekt IFMIF, který má testovat odolnost materiálů pro první stěnu fúzního reaktoru, o evropskou podporu přestavby japonského tokamaku JT-60U nebo o superpočítač pro zpracování dat z ITERu.

## Fúzní reakce

Deuterium-tritiová fúze

V prvních 10 letech provozu - podle harmonogramu z roku 2016 v letech 2025 až 2035 - by měly být optimalizovány systémy tokamaku zejména s ohledem na udržení horkého plazmatu. Jako náplň komory budou používány vodík, helium a deuterium. V této fázi se nepředpokládá, že by v plazmatu docházelo k fúzním reakcím.
Zahájení fúzních experimentů se předpokládá až po roce 2035. Základním palivem tokamaku ITER bude směs deuteria a tritia – izotopů vodíku. Deuterium je stabilní izotop a je obsaženo ve vodě v poměru 1 atom deuteria na 6500 atomů vodíku. Tritium je naproti tomu radioaktivní izotop s poločasem rozpadu 12,32 let a v přírodě se téměř nevyskytuje. Je proto nutné je vyrábět, uvažuje se o výrobě z lithia. Vznikající helium bude kontinuálně vyváděno pryč z reaktoru pomocí divertorů na vrchu a spodku vakuové komory. 

### Deuterium-tritiová fúze
V samotném plazmatu může při vysokých teplotách a tlacích docházet ke slučování jader deuteria a tritia podle reakce
{\displaystyle {}_{1}^{2}{\mbox{H}}+{}_{1}^{3}{\mbox{H}}\rightarrow {}_{2}^{4}{\mbox{He}}(3.4{\mbox{ MeV}})+{}_{0}^{1}{\mbox{n}}(14.1{\mbox{ MeV}})}
V zanedbatelném rozsahu může docházet i k jiným fúzním reakcím.

### Neutron-lithiová fúze
Bude-li obálka vakuové komory obsahovat izotop lithia {\displaystyle {}_{3}^{6}{\mbox{Li}}}, může v ní vznikat tritium podle reakce
{\displaystyle {}_{0}^{1}{\mbox{n}}+{}_{3}^{6}{\mbox{Li}}\rightarrow {}_{1}^{3}{\mbox{H}}(2.75{\mbox{ MeV}})+{}_{2}^{4}{\mbox{He}}(2.05{\mbox{ MeV}})}
Tato možnost a její efektivnost bude v rámci projektu ITER experimentálně ověřována pouze v malém rozsahu. Množství vyprodukovaného tritia nebude dostatečné pro fúzní experimenty ani v případě, že by bylo využíváno. Tritium pro provoz ITERu bude dodáváno zvenčí (nakupováno).

### Celková bilance
Bude-li vznikající tritium zachyceno a injektováno do vakuové komory, lze pro celkovou bilanci hmoty a energie uvažovat
{\displaystyle {}_{1}^{2}{\mbox{H}}+{}_{3}^{6}{\mbox{Li}}\rightarrow 2{}_{2}^{4}{\mbox{He}}+22.4{\mbox{ MeV}}}

## Faktor zesílení
Faktor zesílení je podíl výkonu produkovaného fúzními reakcemi v plazmatu k příkonu dodanému na ohřev plazmatu. K ohřevu plazmatu se používají svazky urychlených neutrálních atomů a radiofrekvenční ohřev. Bilance zahrnuje pouze příkon dodaný do plazmatu, nikoli příkon souvisejících technických zařízení, která slouží k ohřevu plazmatu, ani příkon dalších zařízení: supravodivých cívek pro udržení plazmatu, kryostatu pro chlazení těchto cívek, čerpadla chladicího okruhu… Celkový příkon reaktoru je proto mnohonásobně vyšší. 
V médiích se v souvislosti s energetickou bilancí ITERu často objevují chybná tvrzení. Velmi často je příkon pro ohřev plazmatu zaměňován s příkonem celého reaktoru, obvykle navíc není vysvětleno, že jde pouze o příkon vstupující do plazmatu a nikoli příkon příslušného subsystému sloužícího k ohřevu plazmatu. Běžné je i zcela chybné tvrzení, že ITER bude vyrábět elektřinu, přestože jde o experimentální zařízení, které neobsahuje žádný elektrický generátor.
ITER by měl dosáhnout faktoru zesílení nejméně 10. Konkrétně při příkonu na ohřev plazmatu 50 MW by měl dosáhnout fúzního výkonu 500 MW. V tomto směru nejúspěšnější tokamak JET dosáhl faktoru zesílení 0,65 (fúzní výkon 16 MW při příkonu na ohřev plazmatu 24 MW).

## Výkon
ITER bude používat vodíkový plazmový prstenec zahřátý na 150 milionů °C. Podle návrhu by měl být schopen vyrábět z půlgramové směsi deuteria s tritiem asi 500 MW fúzní energie po dobu až 1 000 sekund. Tohoto výkonu by měl dosáhnout při příkonu 50 MW (energie pro ohřev plazmatu), čímž by se stal prvním tokamakem, který z paliva získá více tepla, než je množství energie, které vloží do ohřevu plazmatu. Celkový příkon celého zařízení (například pro chlazení supravodivých cívek a další systémy) je odhadován na 500 MW elektřiny.
Pro porovnání: tokamak JET dosáhl výkonu 16 MWth (th = teplo) na necelou sekundu při příkonu 700 MWe (e = elektřina) pro celé zařízení (příkon na ohřev plazmatu byl 24 MW), tokamak TFTR pak dosáhl fúzního výkonu 10,7 MWth při 950 MWe celkového příkonu zařízení - vysoké příkony z části souvisely s ne-supravodivými cívkami udržujícími magnetické pole.
Energie celé hmoty plazmatu uvnitř reaktoru bude 300 MJ - odpovídá tedy 0,6 s výkonu reaktoru či 75 kg TNT.
ITER je experimentální reaktor bez elektrického generátoru, nemůže proto dodávat elektřinu do rozvodné sítě. Výkon bude ve formě tepla odváděn dvěma nezávislými okruhy naplněnými vodou do chladicích věží.

## DEMO
Poznatky získané při experimentech v rámci projektu ITER budou sloužit jako podklad pro návrh první experimentální fúzní elektrárny DEMO. Podle původních plánů prezentovaných v roce 2004 (tj. v době, kdy projekt ITER začínal), měla po skončení projektu ITER někdy po roce 2035 začít nejdříve projektová příprava elektrárny DEMO a zhruba kolem roku 2045 její výstavba.
V souvislosti s aktualizací harmonogramu projektu ITER byly upraveny i plány elektrárny DEMO, jejíž výstavba by měla začít již v průběhu hlavní fáze experimentů projektu ITER, někdy po roce 2040. Předpokládá se, že některé klíčové prvky elektrárny DEMO budou projektovány až v průběhu její výstavby. Zahájení plného provozu s dodávkou elektrické energie do sítě se předpokládá až po roce 2050.

## Náklady a termíny
Skutečné náklady projektu je obtížné vyčíslit, protože převážná část příspěvků jednotlivých členů je v naturální formě. Z toho důvodu byla pro oceňování příspěvků jednotlivých států vytvořena jednotka IUA (ITER Unit of Account), která odpovídá kupní síle 1000 amerických dolarů v lednu 1989, což v roce 2000 odpovídalo 1 390 USD nebo 1 280 € (resp. 1 690 € v roce 2016).
Evropská unie se na úhradě nákladů projektu ITER v době výstavby podílí 45,46 %, z toho 1/5 investuje Francie jako hostitelská země. Podíl každého z ostatních států je 9,09 %. Podíl EU na provozních nákladech v experimentální fázi bude 34 %.
V roce 2001, kdy projekt teprve vznikal, tj. před uzavřením mezinárodní dohody, byly celkové náklady odhadovány na 5,9 mld. €., resp. 3,6 mil. IUA, s rezervou 10 % Celkové přímé kapitálové náklady do prvního plazmatu měly být 2 755 tis. IUA a další kapitálové náklady do DT fáze 258 tis. IUA, roční provozní náklady 188 tis. IUA a náklady na likvidaci 335 tis. IUA. První plazma mělo být získáno 8 let po zahájení výstavby.
K dohodě o umístění experimentu však došlo až v polovině roku 2005, předpokládalo se, že stavba bude zahájena do konce roku a dokončena v roce 2015. Dohoda však byla podepsána až v roce 2006 a přípravné práce na staveništi (stavba oplocení a archeologické vykopávky) i samotné stavební řízení byly zahájeny v roce 2007.
V roce 2006 byly náklady projektu odhadovány na 5 mld. €. První plazma mělo být získáno v roce 2020 a plný výkon v roce 2023. V roce 2010 odhad nákladů vyrostl na 14 mld. € a v roce 2011 na 16 mld. €.
Aktualizovaný harmonogram z roku 2010 předpokládal získání prvního plazmatu v roce 2019 a zahájení experimentů se směsí deuteria a tritia (tj. plný provoz) v březnu 2027.
Na začátku roku 2011 ředitel financí a rozpočtu ujišťoval, že náklady budou udrženy v rámci schváleného stropu 4,7 mil. IUA, tj. 7,3 mld. €2010.
V roce 2016 byly náklady odhadovány v rozmezí 18 až 22 mld. €, přičemž se nepočítalo se získáním prvního plazmatu před rokem 2025 a plného výkonu před rokem 2035. Provozní náklady sdružení ITER jsou zhruba 200 mil. € ročně.
V polovině roku 2017 byly náklady do prvního plazmatu jen ze strany EU odhadovány na 10,4 mld. € v cenách roku 2008, resp. 13,2 mld. € v aktuálních cenách, do plného provozu pak dalších 3,2 resp. 4,9 mld. €. Z toho ovšem plyne, že celkové náklady projektu ITER do plného provozu mohou narůst na 30 mld. € v cenách roku 2008, resp. 40 mld. € v aktuálních cenách.
Podle oficiálních stránek projektu bylo v prosinci 2017 dokončeno 50 % všech prací nutných na cestě k prvnímu plazmatu. Zpráva podrobně uvádí, že bylo dokončeno 95 %projekčních prací a 53 % stavebních a výrobních prací. Zpráva z června 2019 uvádí, že úroveň realizace projektu do prvního plazmatu dosáhla 63 %, přičemž na místě je 70 % budov a infrastruktury. V dubnu 2022 bylo dokončeno 85 % stavebních prací, tj. budov a infrastruktury. V závěru zprávy je uvedeno, že z hlediska celkového rozsahu prací do prvního plazmatu bylo dosaženo pouze 60 % (údaj je v rozporu s předchozí zprávou).

## Participující země
- Belgie
- Bulharsko
- Česko
- Čína
- Dánsko
- Estonsko
- Finsko
- Francie
- Chorvatsko
- Indie
- Irsko
- Itálie
- Japonsko
- Jižní Korea
- Kypr
- Litva
- Lotyšsko
- Lucembursko
- Maďarsko
- Malta
- Německo
- Nizozemsko
- Polsko
- Portugalsko
- Rakousko
- Rumunsko
- Rusko
- Řecko
- Slovensko
- Slovinsko
- Spojené království
- Spojené státy americké
- Španělsko
- Švédsko
- Švýcarsko